# Pallavolo ai I Giochi europei - Convocazioni al torneo maschile
Elenco dei giocatori convocati per i I Giochi europei.

## Azerbaigian
| N° | Nome                | Ruolo | Data di nascita   | Squadra  |
| -- | ------------------- | ----- | ----------------- | -------- |
| -  | Bülent Karslıoğlu   | All   | 2 aprile 1972     | -        |
| 1  | Vüqar Bayramov      | S     | 21 gennaio 1992   | Azerneft |
| 2  | Tural Həsənli       | P     | 25 maggio 1993    | Azerneft |
| 3  | Cavid Süleymanov    | O     | 26 febbraio 1989  | Azerneft |
| 5  | Vadim Kutukov       | S     | 17 dicembre 1986  | Azerneft |
| 6  | Elmin Alışanov      | C     | 5 ottobre 1990    | Masalli  |
| 7  | Emil Abdullayev     | L     | 3 gennaio 1983    | Azerneft |
| 8  | Yevgeniy Kovalenko  | S/O   | 12 febbraio 1982  | Azerneft |
| 9  | Pərviz Səmədov      | S/O   | 28 gennaio 1986   | Azerneft |
| 10 | Dmitri Obodnikov    | C     | 30 agosto 1987    | Azerneft |
| 11 | Asif Əliyev         | L     | 27 luglio 1989    | Neftçi   |
| 12 | Fərid Cəlalov       | S     | 4 febbraio 1987   | Azerneft |
| 13 | Aleksey Çervyakov   | P     | 13 febbraio 1984  | Azerneft |
| 14 | Rəsul İbrahimov     | S     | 1º febbraio 1988  | Univer   |
| 19 | Kənan Allahverdiyev | L     | 15 settembre 1990 | Azerneft |

## Belgio
| N° | Nome              | Ruolo | Data di nascita  | Squadra             |
| -- | ----------------- | ----- | ---------------- | ------------------- |
| -  | Kris Tanghe       | All   | 6 gennaio 1973   | -                   |
| 1  | Lou Kindt         | S     | 25 maggio 1997   | Vilvoorde           |
| 2  | François Lecat    | S     | 19 aprile 1993   | Maaseik             |
| 3  | Berre Peters      | S     | 22 maggio 2000   | -                   |
| 4  | Robbe Vandeweyer  | S     | 6 luglio 1995    | Topvolley Antwerpen |
| 5  | Yves Kruyner      | P     | 10 maggio 1990   | Duvel Puurs         |
| 7  | Simon Peeters     | S     | 28 aprile 1997   | -                   |
| 9  | Dries Heyrman     | C     | 30 gennaio 1991  | Asse-Lennik         |
| 10 | Niels Huysegoms   | C     | 11 aprile 1993   | Haasrode Leuven     |
| 17 | Tomas Rousseaux   | S/O   | 31 marzo 1994    | Roeselare           |
| 19 | Jolan Cox         | S/O   | 12 luglio 1991   | Menen               |
| 20 | Lowie Stuer       | L     | 24 ottobre 1995  | Topvolley Antwerpen |
| 21 | Sander Depovere   | P     | 8 gennaio 1995   | Topvolley Antwerpen |
| 22 | Arno van de Velde | C     | 30 dicembre 1995 | Roeselare           |

## Bulgaria
| N° | Nome                | Ruolo | Data di nascita   | Squadra             |
| -- | ------------------- | ----- | ----------------- | ------------------- |
| -  | Plamen Konstantinov | All   | 14 giugno 1973    | Gubernija           |
| 1  | Georgi Bratoev      | P     | 21 ottobre 1987   | Lokomotyv Charkiv   |
| 3  | Rozalin Penčev      | S     | 11 dicembre 1994  | Effector Kielce     |
| 4  | Martin Bozhilov     | L     | 11 aprile 1998    | Marek Junion-Ivkoni |
| 5  | Svetoslav Gocev     | C     | 31 agosto 1990    | Milano              |
| 6  | Velizar Černokožev  | S/O   | 23 aprile 1995    | Levski Sofia        |
| 7  | Branimir Grozdanov  | S     | 21 maggio 1994    | Maaseik             |
| 9  | Dobromir Dimitrov   | P     | 7 luglio 1991     | CSM Bucarest        |
| 10 | Valentin Bratoev    | S     | 21 ottobre 1987   | Gazélec Ajaccio     |
| 12 | Jani Jeliazkov      | S/O   | 15 settembre 1992 | Porto Robur Costa   |
| 15 | Todor Aleksiev      | S     | 21 aprile 1983    | Gazprom-Jugra       |
| 18 | Nikolaj Nikolov     | C     | 29 luglio 1986    | Urmia               |
| 20 | Borislav Apostolov  | C     | 7 dicembre 1990   | Marek Junion-Ivkoni |
| 21 | Ventsislav Ragin    | C     | 8 aprile 1992     | Dobrudža            |
| 22 | Petar Karakašev     | L     | 11 febbraio 1991  | Pirin               |

## Finlandia
| N° | Nome              | Ruolo | Data di nascita  | Squadra           |
| -- | ----------------- | ----- | ---------------- | ----------------- |
| -  | Lauri Hakala      | All   | 23 agosto 1982   | -                 |
| 1  | Akseli Lankinen   | P     | 31 agosto 1997   | Kuortaneen        |
| 2  | Petteri Penttinen | P     | 21 agosto 1985   | LEKA              |
| 3  | Tuomas Koppanen   | C     | 4 ottobre 1993   | Hurrikaani-Loimaa |
| 4  | Aleksi Mutka      | L     | 23 marzo 1995    | Rantaperkiön Isku |
| 5  | Toni Kankaanpää   | S     | 18 marzo 1984    | Korson Veto       |
| 6  | Lauri Jylhä       | S     | 2 agosto 1996    | Kokkolan Tiikerit |
| 7  | Ossi Rumpunen     | S     | 18 aprile 1989   | Raision Loimu     |
| 9  | Antti Leppälä     | C     | 8 maggio 1992    | Kokkolan Tiikerit |
| 10 | Antti Vallin      | S/O   | 5 aprile 1994    | Korson Veto       |
| 11 | Markus Kaurto     | C     | 31 agosto 1993   | Perungan Pojat    |
| 12 | Joni Savimäki     | S     | 28 gennaio 1991  | Riento Koiton     |
| 14 | Karl Külaots      | S/O   | 28 dicembre 1993 | Korson Veto       |

## Francia
| N° | Nome               | Ruolo | Data di nascita   | Squadra            |
| -- | ------------------ | ----- | ----------------- | ------------------ |
| -  | Marc Francastel    | All   | 9 aprile 1963     | CNVB               |
| 1  | Quentin Jouffroy   | C     | 5 luglio 1993     | ASUL Lyon          |
| 2  | Nicolas Gardien    | C     | 12 giugno 1989    | Tours              |
| 3  | Jonas Aguenier     | C     | 28 aprile 1992    | Cannes             |
| 4  | Toafa Takaniko     | P     | 29 maggio 1985    | Tours              |
| 5  | Philippe Tuitoga   | C     | 18 dicembre 1990  | Spacer's Toulouse  |
| 6  | Baptiste Geiler    | S     | 12 marzo 1987     | Friedrichshafen    |
| 7  | Faipule Kolokilagi | S/O   | 22 settembre 1994 | Chaumont           |
| 8  | Jhon Wendt         | C     | 15 gennaio 1994   | Narbonne           |
| 9  | Guillaume Quesque  | S     | 29 aprile 1989    | Jastrzębski Węgiel |
| 10 | Trévor Clévenot    | S     | 28 giugno 1994    | Spacer's Toulouse  |
| 11 | Raphaël Corre      | P     | 21 novembre 1989  | Nice               |
| 13 | Steve Peironet     | L     | 20 maggio 1985    | Beauvais           |
| 14 | Nicolas Rossard    | L     | 23 maggio 1990    | Arago de Sète      |
| 15 | Yacine Louati      | S     | 4 marzo 1992      | Menen              |

## Germania
| N° | Nome             | Ruolo | Data di nascita  | Squadra             |
| -- | ---------------- | ----- | ---------------- | ------------------- |
| -  | Vital Heynen     | All   | 12 giugno 1969   | -                   |
| 1  | Christian Fromm  | S     | 15 agosto 1990   | Sir Safety Perugia  |
| 5  | Sebastian Kühner | P     | 15 marzo 1987    | Charlottenburg      |
| 6  | Denys Kaliberda  | S     | 24 giugno 1990   | Jastrzębski Węgiel  |
| 8  | Marcus Böhme     | C     | 25 agosto 1985   | Fenerbahçe          |
| 10 | Jochen Schöps    | S/O   | 3 ottobre 1983   | Asseco Resovia      |
| 11 | Lukas Kampa      | P     | 29 novembre 1986 | Czarni Radom        |
| 12 | Ferdinand Tille  | L     | 8 dicembre 1988  | Skra Bełchatów      |
| 14 | Tom Strohbach    | S     | 27 maggio 1992   | Rottenburg          |
| 15 | Tim Broshog      | C     | 2 dicembre 1987  | Maaseik             |
| 17 | Jan Zimmermann   | P     | 12 febbraio 1993 | Friedrichshafen     |
| 18 | Michael Andrei   | C     | 6 agosto 1985    | Topvolley Antwerpen |
| 19 | Björn Höhne      | S     | 27 marzo 1991    | Maaseik             |
| 20 | Matthias Pompe   | S     | 15 febbraio 1984 | Dürener             |
| 22 | Falko Steinke    | S/O   | 26 marzo 1985    | Lüneburg            |

## Italia
| N° | Nome              | Ruolo | Data di nascita   | Squadra            |
| -- | ----------------- | ----- | ----------------- | ------------------ |
| -  | Michele Totire    | All   | 12 febbraio 1976  | Club Italia        |
| 1  | Thomas Beretta    | C     | 18 aprile 1990    | Sir Safety Perugia |
| 2  | Gabriele Nelli    | S/O   | 4 dicembre 1993   | Trentino           |
| 3  | Nicola Pesaresi   | L     | 11 febbraio 1991  | BluVolley Verona   |
| 5  | Marco Falaschi    | P     | 18 settembre 1987 | Trefl Gdańsk       |
| 6  | Luca Spirito      | P     | 30 ottobre 1997   | Molfetta           |
| 7  | Alessandro Preti  | S     | 7 agosto 1992     | Powervolley Milano |
| 8  | Giacomo Raffaelli | S     | 7 febbraio 1995   | Club Italia        |
| 9  | Jacopo Massari    | S     | 2 giugno 1988     | Piacenza           |
| 10 | Tiziano Mazzone   | S     | 22 luglio 1995    | Trentino           |
| 11 | Andrea Galliani   | S/O   | 6 gennaio 1988    | Milano             |
| 12 | Fabio Ricci       | C     | 11 luglio 1994    | Porto Robur Costa  |
| 13 | Elia Bossi        | C     | 15 agosto 1994    | Molfetta           |

## Polonia
| N° | Nome                 | Ruolo | Data di nascita   | Squadra                  |
| -- | -------------------- | ----- | ----------------- | ------------------------ |
| -  | Andrzej Kowal        | All   | 27 febbraio 1971  | Asseco Resovia           |
| 1  | Dawid Dryja          | C     | 21 luglio 1992    | Asseco Resovia           |
| 2  | Jan Nowakowski       | C     | 17 maggio 1994    | Łuczniczka Bydgoszcz     |
| 3  | Michał Kędzierski    | P     | 9 agosto 1994     | Effector Kielce          |
| 4  | Grzegorz Kosok       | C     | 2 marzo 1986      | Jastrzębski Węgiel       |
| 5  | Wojciech Ferens      | S     | 5 aprile 1991     | Bielsko-Bialskie         |
| 6  | Dawid Konarski       | S/O   | 31 agosto 1989    | Asseco Resovia           |
| 9  | Adam Kowalski        | L     | 16 settembre 1994 | Czarni Radom             |
| 10 | Szymon Romać         | S     | 1º ottobre 1992   | Cuprum Lubin             |
| 11 | Aleksander Śliwka    | S     | 24 maggio 1995    | AZS Politecnica Varsavia |
| 12 | Paweł Woicki         | P     | 19 giugno 1983    | Łuczniczka Bydgoszcz     |
| 13 | Adrian Buchowski     | S     | 30 settembre 1991 | Effector Kielce          |
| 16 | Bartłomiej Grzechnik | C     | 8 febbraio 1993   | Czarni Radom             |
| 17 | Artur Szalpuk        | S     | 20 marzo 1995     | AZS Politecnica Varsavia |
| 18 | Damian Wojtaszek     | L     | 7 settembre 1988  | Jastrzębski Węgiel       |

## Russia
| N° | Nome              | Ruolo | Data di nascita   | Squadra       |
| -- | ----------------- | ----- | ----------------- | ------------- |
| -  | Sergej Šljapnikov | All   | 7 maggio 1961     | -             |
| 2  | Il'ja Vlasov      | C     | 3 agosto 1995     | Fakel         |
| 3  | Dimitrij Kovalev  | P     | 15 marzo 1991     | Gubernija     |
| 4  | Ivan Demakov      | C     | 6 gennaio 1993    | Zenit-Kazan   |
| 9  | Igor' Kobzar'     | P     | 13 aprile 1991    | Zenit-Kazan   |
| 10 | Aleksandr Markin  | S     | 28 luglio 1990    | Dinamo Mosca  |
| 11 | Igor' Filippov    | C     | 19 marzo 1991     | Dinamo Mosca  |
| 12 | Akesej Kabešov    | L     | 22 giugno 1991    | Gazprom-Jugra |
| 14 | Aleksandr Kimerov | C     | 11 settembre 1996 | Dinamo Mosca  |
| 15 | Dmitrij Volkov    | S     | 25 maggio 1995    | Fakel         |
| 16 | Viktor Poletaev   | S/O   | 27 luglio 1995    | Zenit-Kazan   |
| 17 | Maksim Žigalov    | S/O   | 26 luglio 1989    | Belogor'e     |
| 18 | Egor Kljuka       | S     | 15 giugno 1995    | Fakel         |
| 19 | Sergej Nikitin    | S     | 6 aprile 1993     | Prikam'e      |
| 20 | Roman Bragin      | L     | 17 aprile 1987    | Belogor'e     |

## Serbia
| N° | Nome                | Ruolo | Data di nascita   | Squadra              |
| -- | ------------------- | ----- | ----------------- | -------------------- |
| -  | Siniša Reljić       | All   | 23 febbraio 1970  | -                    |
| 1  | Goran Škundrić      | L     | 23 novembre 1987  | Ribnica              |
| 2  | Maksim Buculjević   | P     | 20 settembre 1991 | Stella Rossa         |
| 4  | Lazar Koprivica     | S     | 8 novembre 1991   | Stella Rossa         |
| 6  | Filip Stoilović     | S     | 11 ottobre 1992   | Stella Rossa         |
| 7  | Dušan Lopar         | C     | 8 febbraio 1991   | Partizan             |
| 10 | Konstantin Čupković | S     | 2 gennaio 1987    | Łuczniczka Bydgoszcz |
| 11 | Mihajlo Mitić       | P     | 17 settembre 1990 | Chaumont             |
| 12 | Milan Rašić         | C     | 2 febbraio 1985   | Cannes               |
| 13 | Dušan Petković      | S/O   | 27 gennaio 1992   | Cannes               |
| 16 | Dražen Luburić      | S/O   | 2 ottobre 1993    | Vojvodina            |
| 18 | Milorad Kapur       | L     | 5 marzo 1991      | Novi Pazar           |
| 19 | Marko Nikolić       | S     | 22 giugno 1991    | Partizan             |
| 21 | Petar Krsmanović    | C     | 1º giugno 1990    | Budvanska rivijera   |
| 22 | Dejan Radić         | C     | 6 novembre 1984   | Cannes               |

## Slovacchia
| N° | Nome               | Ruolo | Data di nascita   | Squadra        |
| -- | ------------------ | ----- | ----------------- | -------------- |
| -  | Miroslav Palgut    | All   | 16 maggio 1965    | -              |
| 1  | Ľuboš Macko        | C     | 7 giugno 1989     | Prešov         |
| 2  | Tomáš Kriško       | S     | 19 dicembre 1988  | Dukla Liberec  |
| 3  | Radoslav Prešinský | C     | 14 gennaio 1989   | Prievidza      |
| 6  | Daniel Končál      | P     | 16 settembre 1982 | Asnières       |
| 7  | Boris Kempa        | S     | 25 maggio 1991    | Pavlodar       |
| 9  | Peter Mlynarčík    | S/O   | 29 novembre 1991  | Chemes Humenné |
| 10 | Marcel Lux         | S     | 27 luglio 1994    | Prešov         |
| 11 | Martin Vydarený    | L     | 26 luglio 1994    | Spartak Myjava |
| 13 | Štefan Chrtianský  | S     | 14 agosto 1989    | Tirol          |
| 15 | Juraj Zaťko        | P     | 5 giugno 1987     | AZS Olsztyn    |
| 17 | Tomáš Halanda      | S     | 25 aprile 1992    | Prievidza      |
| 19 | Michal Hruška      | C     | 13 marzo 1987     | Aich/Dob       |
| 20 | Peter Ondrovič     | C     | 28 marzo 1995     | Trenčín        |

## Turchia
| N° | Nome             | Ruolo | Data di nascita  | Squadra        |
| -- | ---------------- | ----- | ---------------- | -------------- |
| -  | Alper Hamurcu    | All   | 25 novembre 1983 | Eczacıbaşı     |
| 1  | Caner Pekşen     | P     | 9 giugno 1987    | İstanbul BB    |
| 3  | Ahmet Toçoğlu    | C     | 13 marzo 1980    | İstanbul BB    |
| 6  | Burak Mert       | L     | 23 ottobre 1990  | İstanbul BB    |
| 7  | Emre Savaş       | C     | 7 marzo 1995     | Ziraat Bankası |
| 8  | Burutay Subaşı   | S     | 15 luglio 1990   | Halkbank       |
| 9  | Ediz Fırıncıoğlu | S     | 20 novembre 1993 | Fenerbahçe     |
| 10 | Selçuk Keskin    | P     | 15 gennaio 1982  | Galatasaray    |
| 11 | İbrahim Emet     | C     | 15 gennaio 1986  | Galatasaray    |
| 12 | İzzet Ünver      | S     | 1º gennaio 1992  | Fenerbahçe     |
| 14 | Abdullah Çam     | S     | 30 marzo 1997    | Halkbank       |
| 16 | Ufuk Minici      | S/O   | 20 gennaio 1991  | Arkas          |
| 17 | Ahmet Karataş    | L     | 31 marzo 1991    | Beşiktaş       |
| 19 | Yiğit Gülmezoğlu | S     | 28 dicembre 1995 | Arkas          |
| 22 | Mustafa Koç      | C     | 23 febbraio 1992 | Arkas          |